# Cacao (romanzo)
Cacao è il secondo libro scritto da Jorge Amado, pubblicato nel 1933 a Rio de Janeiro dalla casa editrice Ariel.
Jorge, appena ventunenne, aveva vissuto un periodo a contatto diretto con la vita difficile dei braccianti delle piantagioni di cacao e decide così di narrare la dura vita dei lavoratori nella fazendas di cacao. Amado, in questo romanzo dal sapore realisticamente autobiografico, non utilizza per la narrazione la terza persona come nel primo romanzo, Il paese del carnevale, ma è lui stesso il personaggio-narratore che conduce in prima persona il racconto basandosi sulle sue esperienze.

## Trama
È la storia di un sergipano (abitante del Sergipe), che arriva a Ilhéus in cerca di lavoro. Vaga a lungo affamato ed impaurito per la città finché incontra una guardia di fronte al municipio che lo conduce in panetteria e gli regala un pane. Sarà la stessa persona, Roberto, che rincontrerà il giorno stesso e che, invitandolo in uno spaccio per mangiare una feijoada, incontra diversi uomini che erano seduti sul retro a mangiare e viene presentato ad uno di loro, il 98, che lo conduce da un certo colonel Misael che assumeva uomini per il lavoro nelle piantagioni. Con i soldi che i due nuovi amici gli procurano il giovane riesce a prendere il treno per Pirangi e, dopo un lungo viaggio, dove l'autore descrive con grande maestria cose e persone, il giovane arriva a destinazione e inizia il suo duro lavoro in compagnia di nuovi amici: il carpentiere Colodino, il mulatto João Grilo, il mulattiere Antônio Barriguinha, il negro Honório.
Ma ci sono anche i giorni di riposo e allora si fanno grandi bevute, specialmente di cachaça, si frequentano i bordelli, il dopolavoro, la lotteria e le ragazze, numerose protagoniste di questa storia così come lo sono i bambini che assumono sempre, nelle opere di Amado, un ruolo importante. Infine nascerà anche la coscienza di classe al quale seguirà un finale autobiografico.